# Retinylpalmitat
Retinylpalmitat auch Vitamin-A-Palmitat oder Retinolpalmitat genannt ist der Carbonsäureester, der durch Veresterung von Retinol (Vitamin A) mit Palmitinsäure entsteht.

## Verwendung
Retinylpalmitat ist in öliger oder trockener Form erhältlich. Es wird in Vitaminpräparaten sowohl für die orale als auch injizierbare Verabreichung zur Behandlung von Vitamin-A-Mangel eingesetzt. Da es sich um eine chemische Variante des Vitamin A handelt, sollte die Zufuhr die empfohlene Tagesdosis (Recommended Daily Intake, RDA) nicht überschreiten. Eine Überdosierung kann zu einer Hypervitaminose führen. Retinylpalmitat wurde auch in Augensalben verwendet.
Retinylpalmitat wird auch als Antioxidans und als Vitamin A-Quelle für fettarme Milch und andere Milchprodukte verwendet, um den durch die Entfernung von Milchfett verlorenen Vitamingehalt zu ersetzen.
Retinylpalmitat ist ferner Bestandteil von Hautpflegeprodukten. Nach der Aufnahme in die Haut wird Retinylpalmitat in Retinol und anschließend in Retinsäure umgewandelt.

## Sonnenschutzmittel
Es gab eine Kontroverse um eine mögliche krebserregende Wirkung von Retinylpalmitat-haltigen Sonnenschutzmitteln. Eine toxikologische Analyse im Jahr 2010 ergab, dass „es auf der Grundlage der derzeit verfügbaren Daten aus in-vitro-, Tier- und Humanstudien keine überzeugenden Beweise für die Annahme gibt, dass [Retinylpalmitat] in Sonnenschutzmitteln photokarzinogen ist“.

## Vorkommen in der Natur
Retinylpalmitat kommt hauptsächlich in fetten Meeresfischen, z. B. in Dorschen und Heilbutt, in Säugetierleber, in Milch, Butter und Eigelb, im Körperfett vieler Tiere sowie in Form von Provitaminen (Carotinoide) in Pflanzen vor.

## Fertigarzneimittel
- zur Injektion: Aquasol A (USA)
- zur Einnahme: Vitadral Tropfen (D)